# Red Flag Linux

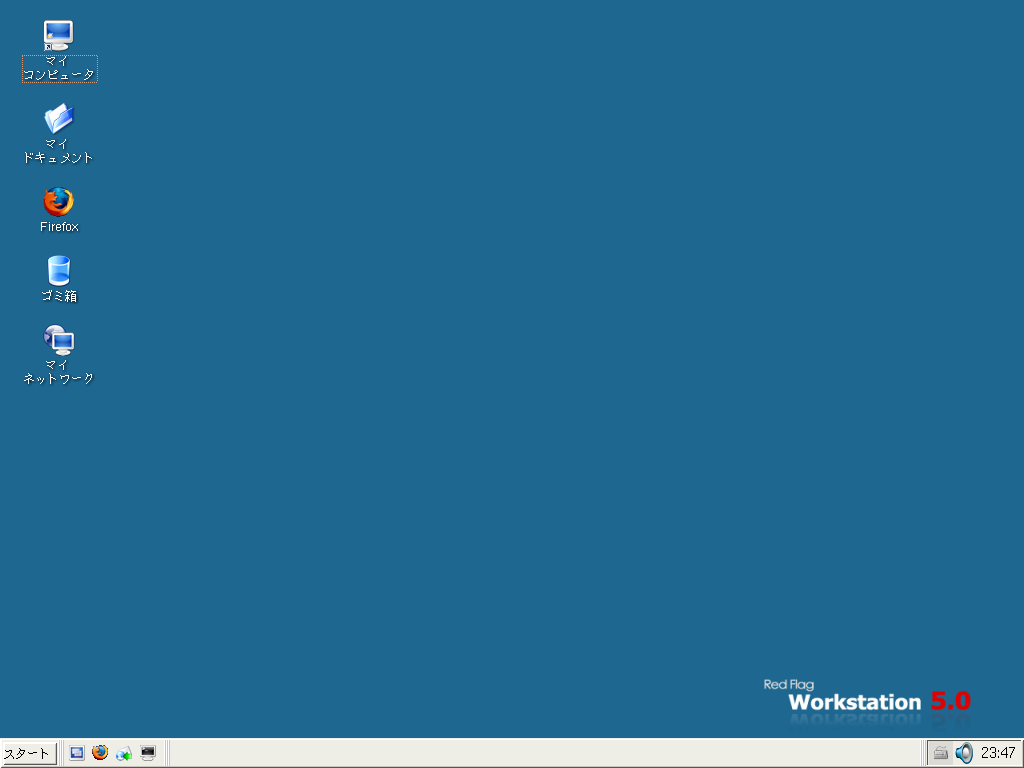
Captura de pantalla de Red Flag Linux Workstation 5.0 en Japonés

Red Flag Linux (en chino, 红旗 Linux, significado: Linux Bandera Roja)  es una distribución GNU/Linux, que hizo su primera aparición en agosto de 1999, después de haber sido creado por el Instituto de Investigación de Software de la Academia China de las Ciencias. 
La empresa Red Flag Software se concentra sobre el desarrollo y la comercialización de los sistemas con explotación de GNU/Linux y de los programas informáticos multiplataformas para los usuarios chinos. La empresa seguirá desarrollando un modelo moderno de dirección.

## Situación en China
Las principales fuentes de información chinas[cita requerida] comentan que en un estado del sur de China se está imponiendo el uso Linux Red Flag, desterrando completamente a Windows, según los informantes para evitar el uso ilegal de los cibercafés en China, lejos de la serie de acusaciones que hicieron los dueños de los locales por cobros indebidos sabiendo, que las distribuciones de Linux se otorgan de manera gratuita.

## Funcionalidad
La funcionalidad del Red Flag Linux, incluye un funcionamiento similar al de Windows, pero sin dejar de lado la funcionalidad que hizo famoso a Linux.